# Maija Saleniece-Šiliņa
Maija Saleniece-Šiliņa (30 januari 1950) is een voormalig Sovjet basketbalspeelster.

## Carrière
Saleniece speelde haar gehele basketbal carrière voor TTT Riga. Met TTT won ze dertien Sovjet-kampioenschappen in 1969, 1970, 1971, 1972, 1973, 1975, 1976, 1977, 1979, 1980, 1981, 1982 en 1983. Ook won ze tien Europese Cup-titels 1969, 1970, 1971, 1972, 1973, 1974, 1975, 1977, 1981 en 1982.
Als speler van de Letse SSR won ze één keer de Spartakiade van de Volkeren van de USSR in 1975.

## Privé
Ze heeft een tweelingzus Maiga Saleniece-Skapāne die ook basketbal speelde voor TTT Riga.

## Erelijst
- Landskampioen Sovjet-Unie: 13
  - Winnaar: 1969, 1970, 1971, 1972, 1973, 1975, 1976, 1977, 1979, 1980, 1981, 1982, 1983
  - Tweede: 1974, 1978
- EuroLeague Women: 10
  - Winnaar: 1969, 1970, 1971, 1972, 1973, 1974, 1975, 1977, 1981, 1982
- Spartakiad van de Volkeren van de USSR: 1
  - Winnaar: 1975